# Otvoreni likovni pogon
Otvoreni likovni pogon (OLP), hrvatska umjetnička organizacija iz Zagreba.

## Povijest
Osnovana je u Zagrebu 1997. godine sa sjedištem u Zagrebu. Zagovara umjetničko djelovanje u urbanom i medijskom prostoru, njeguje istraživački transdisciplinarni pristup umjetničkoj, aktivističkoj i kulturalnoj praksi te realizira programe u području socijalno kritične i angažirane umjetnosti, s težištem na projektima umjetnosti u zajednici, participacijske umjetnosti i umjetnosti u javnom prostoru. Vodi ju Kristina Leko. Svi projekti organizacije imaju naglašenu participacijsku komponentu, te im uvelike doprinose brojni vanjski suradnici.